# Thác Đray K'nao
Thác Đray K'nao hay thác Dray K’nao là thác nước trên dòng Ea Krông Hding ở vùng đất xã Krông Jing huyện M'Drắk tỉnh Đắk Lắk, Việt Nam .
Thác nằm cách thị trấn M'Drắk 12°45′14″B 108°44′09″Đ / 12,75391°B 108,735956°Đ khoảng 7 km về hướng tây bắc, phía thành phố Buôn Ma Thuột, và cách lối vào trên quốc lộ 26 cỡ 2 km.
Thác Đray K'nao được xếp hạng di tích quốc gia theo Quyết định số 3519/QĐ-BVHTTDL ngày 17/9/2012 của Bộ VHTTDL .

## Điểm du lịch
Thác đã được đầu tư xây dựng thành một khu du lịch với nhiều dịch vụ để thu hút du khách.
Tuy nhiên tình trạng hiện nay thác Dray K’nao bị xâm hại nghiêm trọng .

## Ea Krông H'ding
Ea Krông Hding, còn gọi là Ea Krông Jing, là phụ lưu bên bờ phải của Ea Krông H'Năng trong hệ thống sông Ba .
Ea Krông Jing hình thành từ hợp lưu các suối trong đó các dòng lớn là Ea Toong, Ea T'lu và Ea K’sung,... chảy từ đông nam huyện M'Drắk đến.
Từ tên sông Ea Krông Jing hình thành tên xã Krông Jing. Sông chảy lên phía tây bắc và đổ vào Ea Krông H'Năng.

## Thư viện ảnh

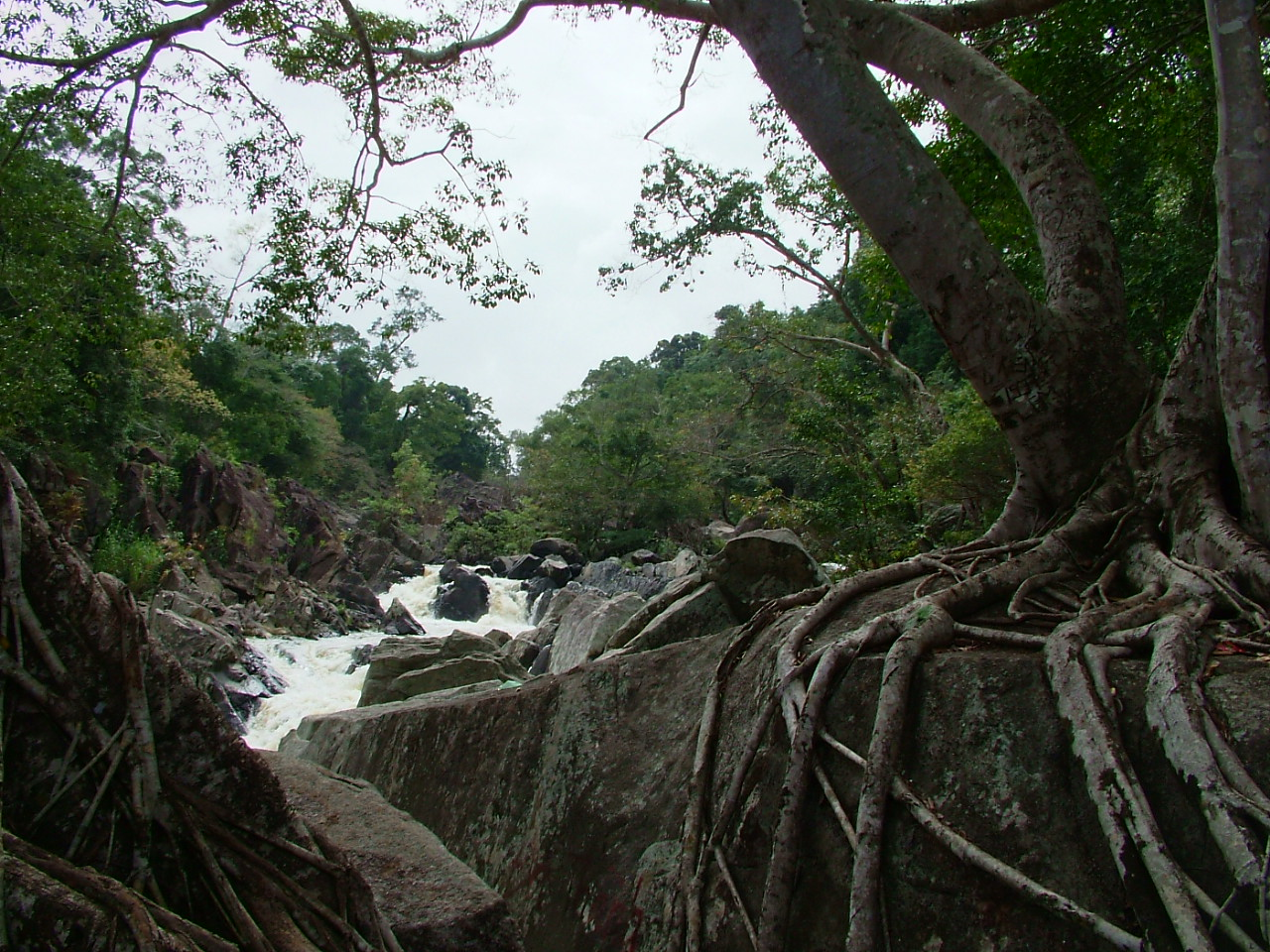
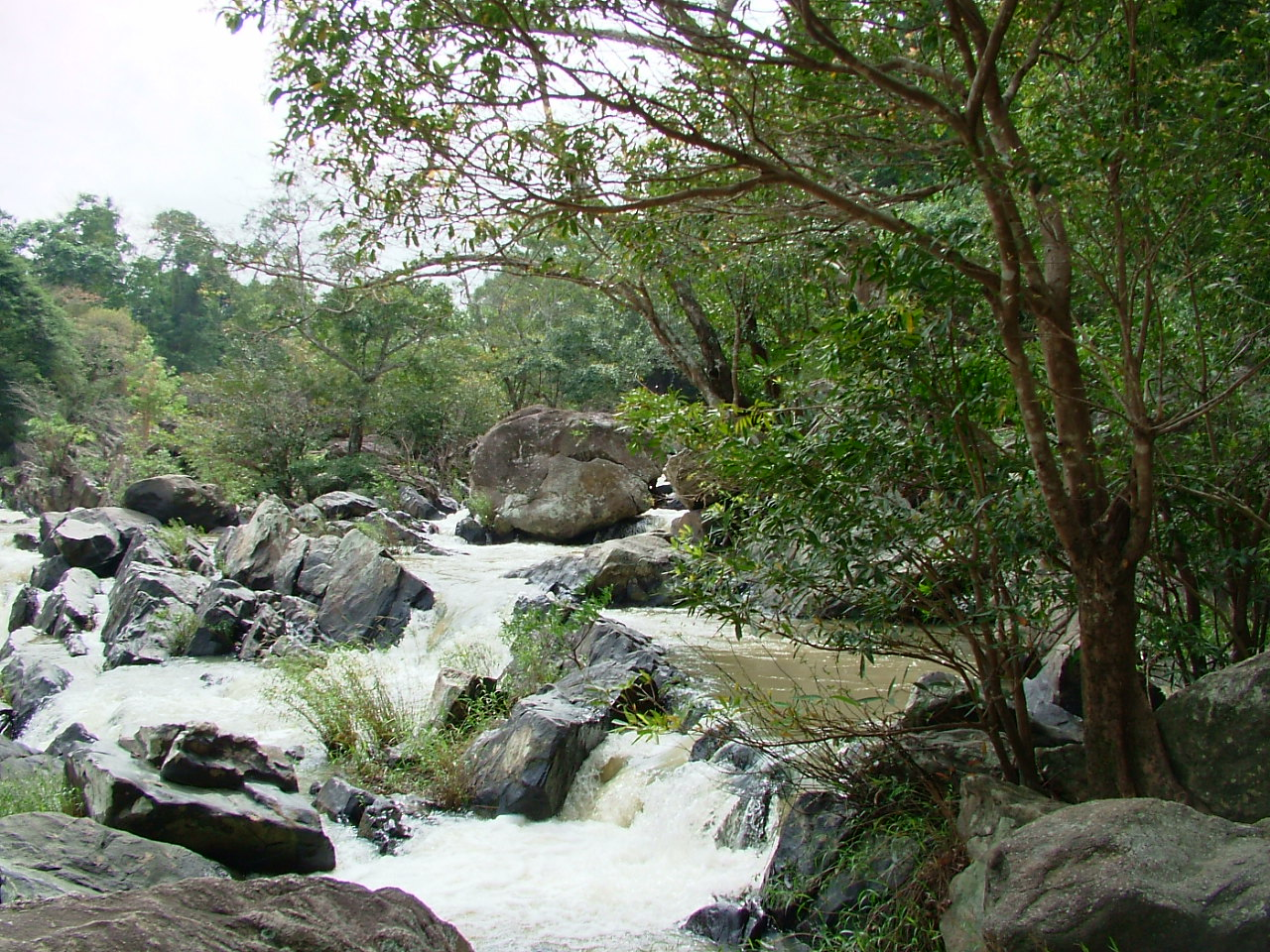
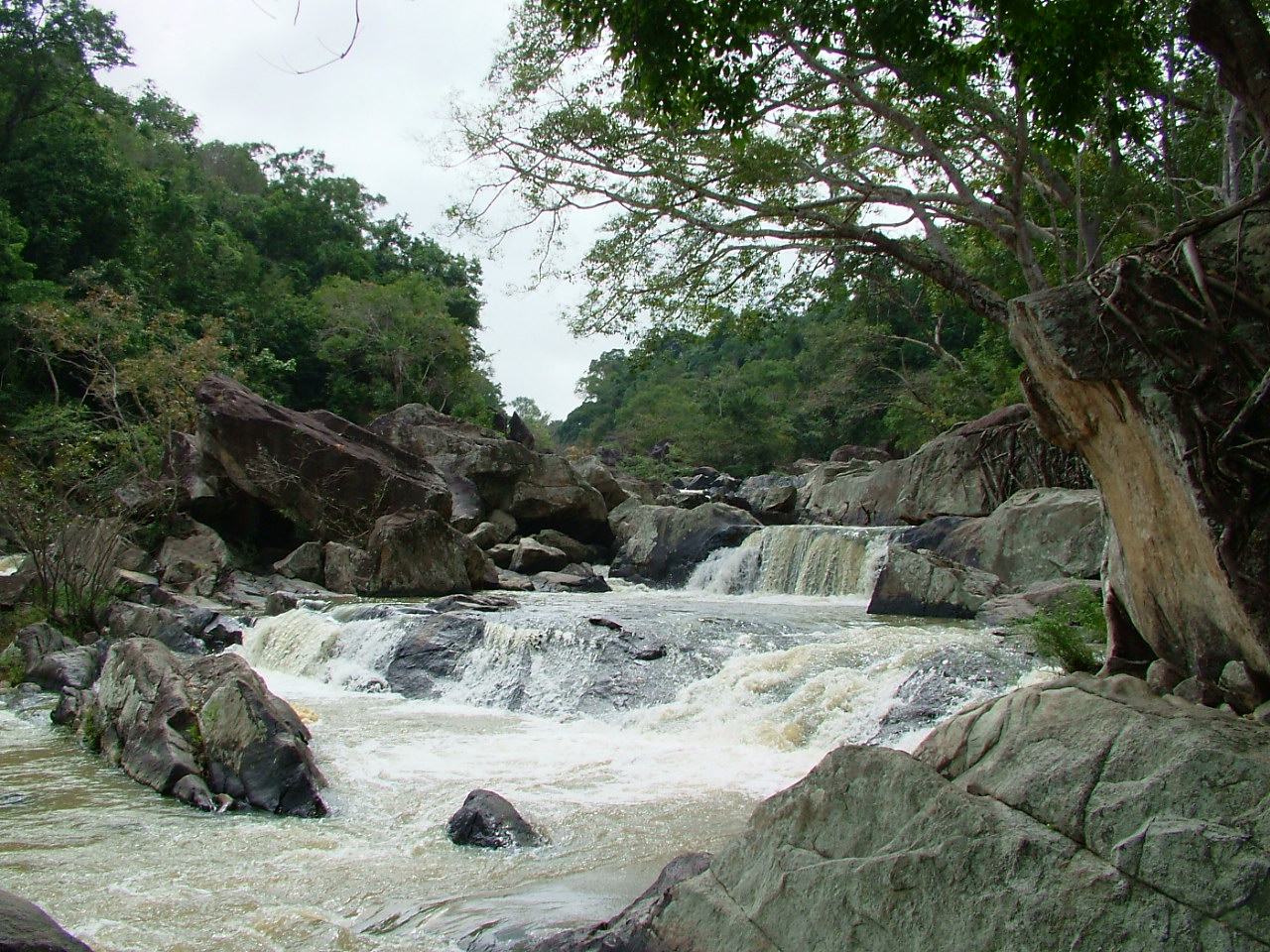
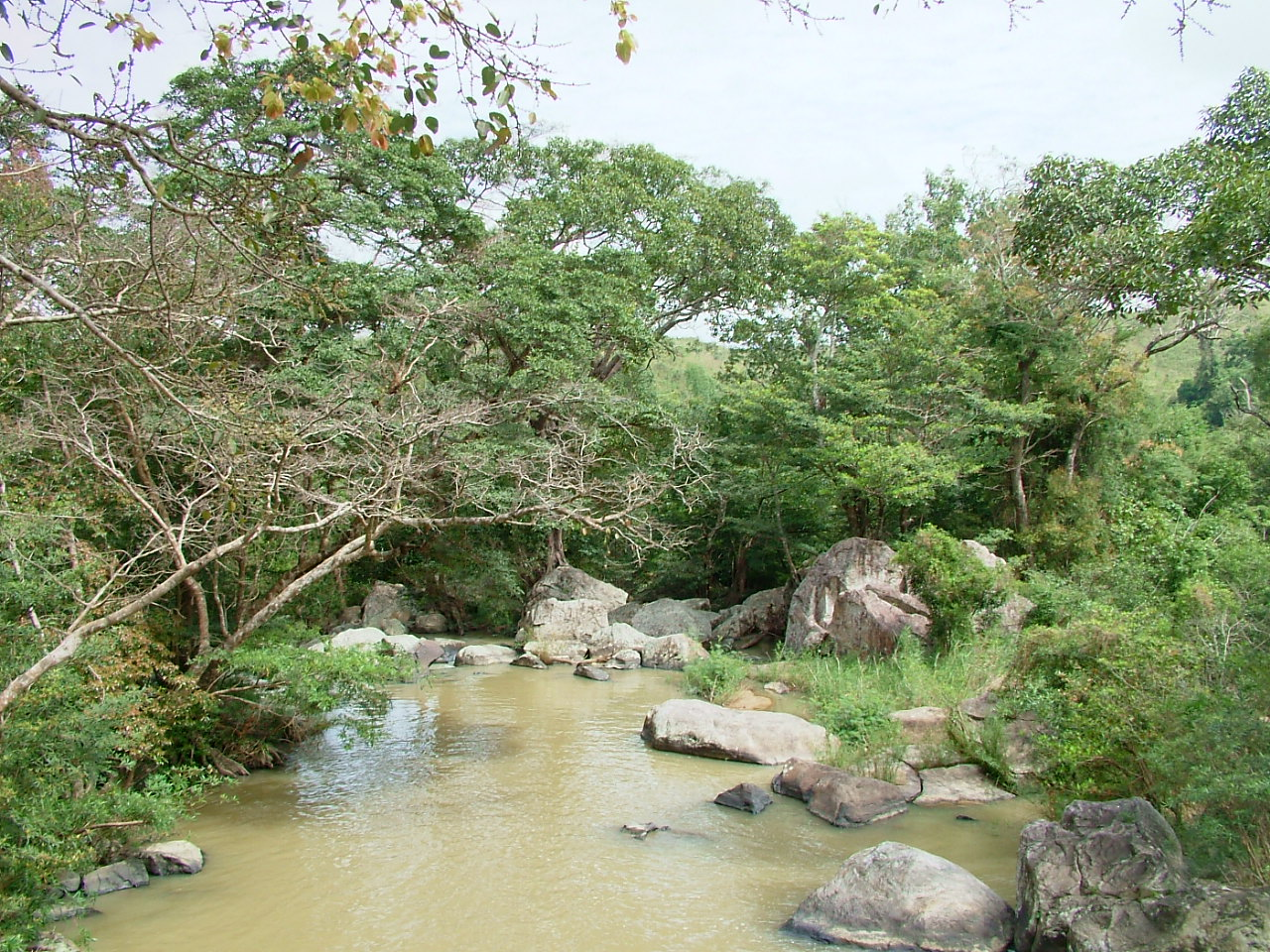
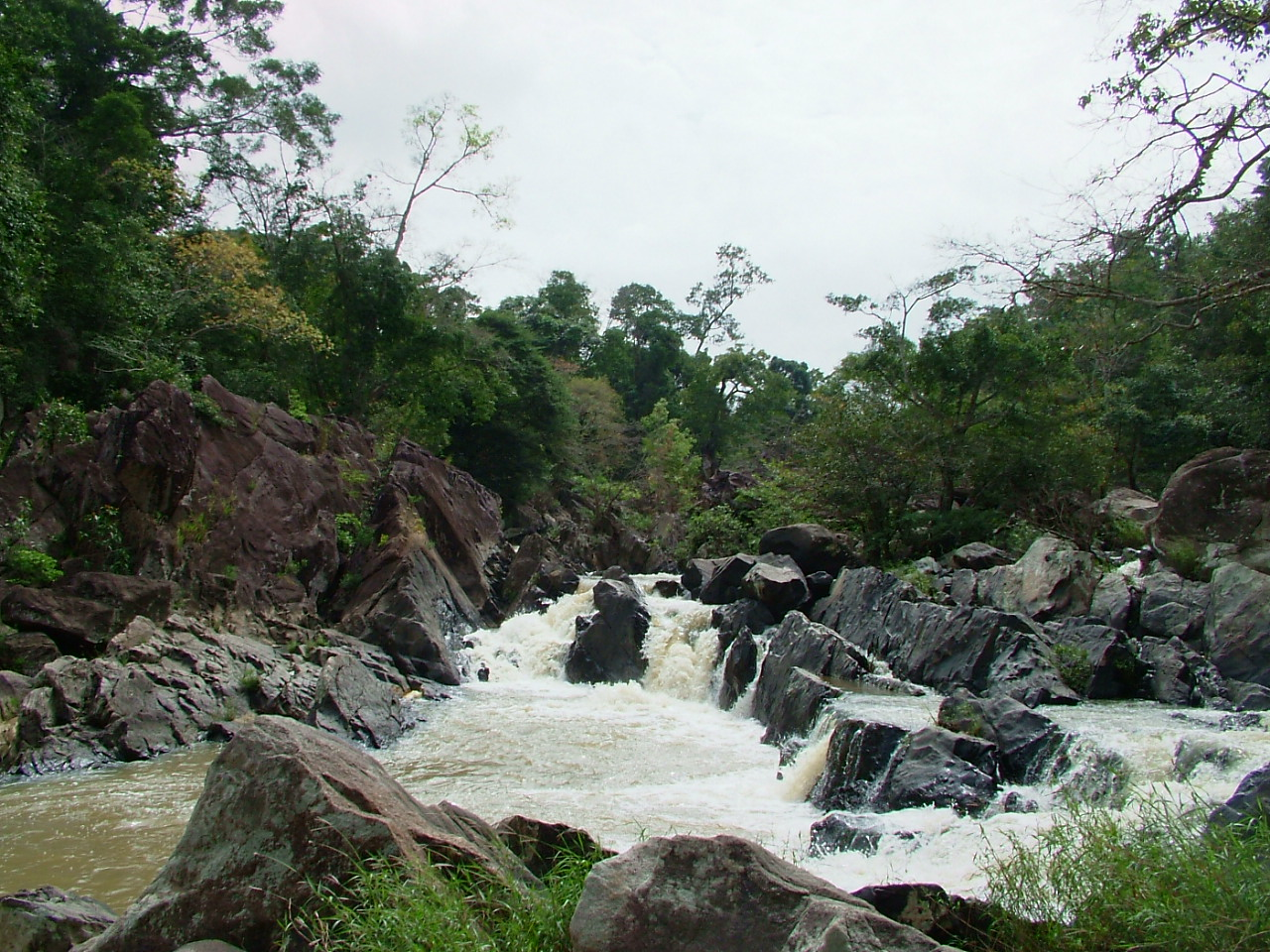

## Chỉ dẫn
1. ↑  Trong tiếng các dân tộc thuộc nhóm ngôn ngữ Môn-Khmer ở Tây Nguyên và trong tiếng Việt cổ (trước thế kỷ 16, xem Chữ Nôm) thì "đăk" đã có nghĩa là nước, sông, suối, còn "krông" nghĩa là sông. Trong tiếng một số dân tộc Tây Nguyên khác thì "ea"/"ia" có nghĩa là nước, sông, suối.